# Bào tầng

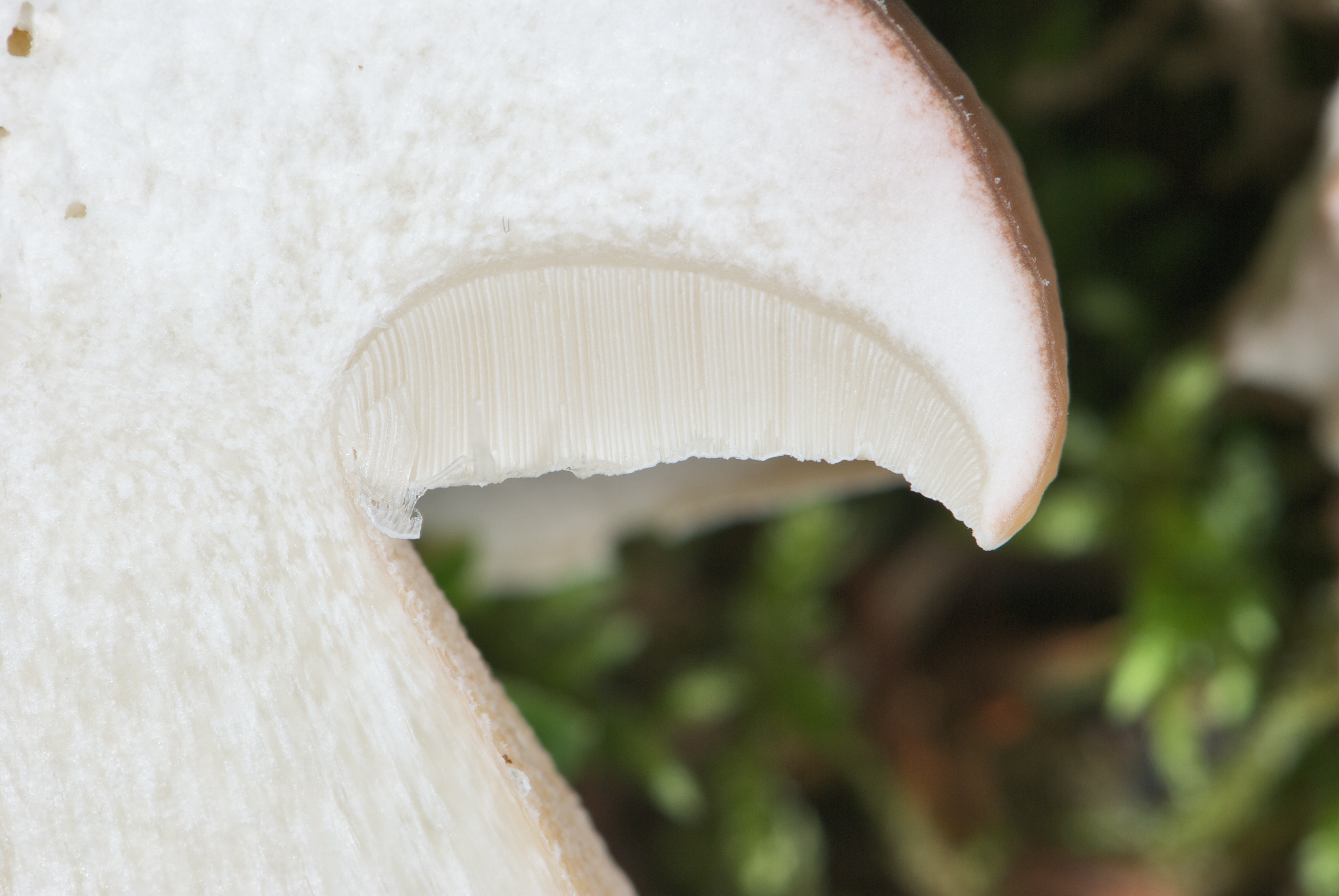
Bào tầng dạng ống ở loài nấm Boletus edulis

Bào tầng (tiếng Anhː hymenophore) hay thể sinh sản, thể tầng bào tử đề cập đến cấu trúc mang lớp sinh sản (hymenium) của quả thể nấm.
Thuật ngữ này được Robert Hooke đặt ra vào năm 1665. Vị trí đính của bào tầng vào cuống nấm, nhất là bào tầng dạng phiến có ý nghĩa quan trọng trong phân loại nấm lớn.

## Phân loại
Bào tầng thường ở mặt dưới mũ nấm, có thể có dạng nhẵn, dạng phiến, dạng gân phân nhánh, dạng ống hoặc dạng răng (dạng gai). Ngoài các dạng bào tầng cơ bản trên thì còn có một số dạng bào tầng trung gian nhưː dạng mạng lưới, dạng mấu lồi, dạng ống ngoằn ngoèo (daedaloid), dạng phiến vấn lợp.